# إدوارد جيساب الثالث
إدوارد جيساب الثالث هو سياسي كندي، ولد في 1801، وتوفي في 1831.